# Embuscade de Lochy
Guerres des margraves moraves
L'embuscade de Lochy ou la bataille de Lochy est une escarmouche qui eut lieu le 13 août 1403 près de Lochy, une localité située entre Kutná Hora et Čáslav en Bohême, dans le Royaume de Bohême. Cet événement s’inscrit dans les Guerres des margraves moraves, un conflit dynastique opposant Sigismond de Luxembourg à Venceslas IV pour le contrôle des terres tchèques. L’embuscade oppose les habitants et soldats de Kutná Hora, fidèles à Venceslas IV, aux troupes de Čáslav dirigées par Smil Flaška de Pardubice (tchéque : Smil Flaška z Pardubic), hetman de Čáslav et partisan de Sigismond. Smil Flaška y trouve la mort, marquant une victoire symbolique pour les loyalistes de Venceslas IV.

## Contexte
L’embuscade de Lochy se déroule dans le cadre de la troisième phase des Guerres des margraves moraves (1398-1405), marquée par la capture de Venceslas IV par Sigismond de Luxembourg le 6 mars 1402. Cet événement plonge le royaume de Bohême dans une guerre civile, opposant les loyalistes de Venceslas IV, soutenus par des villes comme Kutná Hora, Kolín et Poděbrady, aux partisans de Sigismond, regroupés au sein de l’Union seigneuriale (Jednota panská).
Smil Flaška de Pardubice, un noble tchèque et écrivain renommé, est un membre influent de l’Union seigneuriale et un opposant de longue date à Venceslas IV,,. En 1402, lors du second emprisonnement de Venceslas IV à Vienne, Smil se range du côté de Sigismond et participe aux efforts pour rétablir l’ordre en Bohême. En 1403, Sigismond le nomme hetman (gouverneur militaire) de la région de Čáslav, une position stratégique en Bohême centrale.
Kutná Hora, un centre minier majeur, reste fidèle à Venceslas IV même pendant son emprisonnement à Vienne,. Kutná Hora s’est rendue à Sigismond en janvier 1403, mais cela a tout de même fait engendrer des affrontements en août 1403. Il est possible que des poches de résistance loyalistes, notamment parmi les habitants de Kutná Hora, aient persisté après la reddition officielle, entraînant des escarmouches locales,.
Smil Flashka, en tant que hetman de Čáslav, mène une expédition contre Kutná Hora pour réprimer cette résistance,.

## Déroulement
Le 13 août 1403, Smil Flaška de Pardubice, à la tête des troupes de Čáslav, entreprend une expédition contre Kutná Hora pour réprimer la résistance des loyalistes de Venceslas IV,. Les mineurs de Kutná Hora, connus pour leur loyauté envers Venceslas IV, tendent une embuscade à Smil et ses hommes près de Lochy, une colonie située entre Kutná Hora et Čáslav près de Třebešice,. Certaines sources mentionnent également le lieu comme étant "Losích", un possible toponyme alternatif pour Lochy.
L’affrontement, qualifié d’escarmouche (« půtka ») ou de combat (« boj »), voit les habitants de Kutná Hora prendre l’avantage,. La mort de Smil Flaška est a été interprété de plusieurs façon : Il a été soit capturé et executé ou soit directement tué lors de l'embuscade, marquant une victoire symbolique pour les loyalistes de Venceslas IV,.

## Conséquences
La mort de Smil Flaška de Pardubice constitue une perte significative pour les partisans de Sigismond de Luxembourg. Smil, un noble influent et écrivain reconnu, était un membre clé de l’Union seigneuriale et un adversaire de longue date de Venceslas IV,. Sa mort affaiblit temporairement la position de Sigismond dans la région de Čáslav.
Cependant, Sigismond avait déjà consolidé son contrôle sur la Bohême centrale plus tôt dans l’année. En janvier 1403, Kutná Hora s’était rendue à Sigismond après plusieurs affrontements. La persistance de combats en août 1403 suggère que des poches de résistance loyalistes à Venceslas IV subsistaient dans la région, malgré la reddition officielle de Kutná Hora,. En mars 1403, Sigismond avait continué à prendre des châteaux royaux, et un armistice fut conclu en avril 1403, mettant temporairement fin aux hostilités majeures. L’embuscade de Lochy peut donc être vue comme un épisode de troubles locaux post-armistice à la suite de la reprise des hostilités de juillet 1403.